# Iso-Huituri
Iso-Huituri är en ö i Finland. Den ligger i Bottenviken och i kommunerna Torneå och Kemi i landskapet Lappland, i den norra delen av landet. Ön ligger omkring 110 kilometer sydväst om Rovaniemi och omkring 610 kilometer norr om Helsingfors.
Öns area är 69,3 hektar och dess största längd är 1,9 kilometer i sydöst-nordvästlig riktning.

## Historisk betydelse
Ön Iso-Huituri är beväxt med enar och sent inplanterade granar och tallar. På öns högsta punkt står en stenkonstruktion, som kallas Biskopsstenen (finska Piispankivi). Den torde vara ett av Finlands äldsta sjömärken och antas ha funnits där sedan 1300-talet. Märket syns inte längre från sjön på grund av landhöjningen och den yngre växtligheten. Stenpyramidens sidor är 6 meter långa och höjden är 3 meter. Den ovanligt stora konstruktionen tyder på att den hade en större betydelse än enbart en gräns mellan Uppsala ärkestift och Åbo stift. För stiften betydde den en skattegräns och gräns mellan laxfiskeområden. På grund av storleken har den också tillskrivits en betydelse som gränsmärke mot Novgorod, som ännu på 1300-talet bevakade sina intressen på Bottenvikens strand.